# ۲۰ آذر
۲۰ آذر دویست و شصت و ششمین روز سال در گاه‌شماری خورشیدی است. به پایان سال ۹۹ روز (۱۰۰ روز در سال کبیسه) باقی‌است.

## رویدادها
- ۶ - نبرد نینوا
- ۱۲۹۷ - بر اساس مصوبه هیئت وزیران مقررات تشکیل اداره سجل احوال در وزارت کشور تهیه شد
- ۱۳۴۹ - رقابت ۲۰ آذر ۱۳۴۹ تیم ملی فوتبال ایران با تیم ملی فوتبال کره جنوبی در بازی‌های آسیایی ۱۹۷۰
- ۱۳۶۷ - رقابت ۲۰ آذر ۱۳۶۷ تیم ملی فوتبال ایران با تیم ملی فوتبال کره جنوبی در جام ملت‌های آسیا ۱۹۸۸
- ۱۳۷۹ - ثبت ملی بند برج عیار یا صابی کش به شماره ثبت ۲۹۴۰ به‌عنوان یکی از آثار ملی ایران
- ۱۳۹۵ - انتشار آلبوم تجربه کن، شادمهر عقیلی

## زادروزها
- ۱۳۱۰ - علی‌اکبر سعیدی سیرجانی، نویسنده
- ۱۳۲۰ - شهروز ملک‌آرایی، دوبلور
- ۱۳۶۱ - مصطفی نظری، فوتسالیست

## درگذشتگان
- ۶ - راهزاد، از سپهبدان شاهنشاهی ساسانی در زمان شاهی خسرو پرویز

## مناسبت‌ها
- روز جهانی کوهنوردی